# Samusocial International
 (octobre 2014).
Si vous disposez d'ouvrages ou d'articles de référence ou si vous connaissez des sites web de qualité traitant du thème abordé ici, merci de compléter l'article en donnant les références utiles à sa vérifiabilité et en les liant à la section « Notes et références ».
Le Samusocial International est une association française loi de 1901, fondée en 1998 par le Dr Xavier Emmanuelli, sur le modèle développé au sein du Samusocial de Paris.
Le Samusocial International est né du constat qu'au Nord comme au Sud, les grandes villes se développent et créent de l'exclusion, de la perte de sens, des souffrances psychique et physique. Son premier but est donc de faciliter la création de dispositifs Samusocial à l'étranger, ainsi que d'en assurer la gestion.

## Méthode
La méthode Samusocial est une méthode d'urgence sociale consistant à aller à la rencontre des grands exclus, qui n'ont plus la force ni la volonté de demander de l'aide. Des équipes mobiles d'aides (EMA), composées d'un chauffeur accueillant social, d'un travailleur social et d'un infirmier (ou d'un médecin/psychologue), vont à la rencontre des personnes très désocialisées lors de « maraudes ». 
Les équipes sillonnent les rues à bord de véhicules, le plus souvent la nuit, afin d'établir le contact, d'évaluer la situation de la personne et proposer une écoute ou orienter la personne vers les services sociaux adaptés, sans jamais la forcer à accompagner les équipes vers les centres d'hébergement. Une relation de confiance doit s'établir entre la personne et l'équipe, afin de permettre un accompagnement dans la durée. Le Samusocial doit être une porte de sortie, un moyen de reconstruire le lien social, une présence quotidienne vers qui s'orienter quand la personne est prête à accepter la perspective d'une vie hors de la rue.
Cette méthode, initiée par Dr Xavier Emmanuelli et développée depuis 1993 à Paris par le Samusocial de Paris, s'est exportée en France et à l'étranger. 
Plusieurs entités Samusocial se sont développées par la suite : le Samusocial International en 1998, la Fédération Nationale des Samusociaux (2001) et le centre international de formation « Traces de Pas », ouvert récemment à La Souterraine dans la Creuse. Toutes ces structures sont présidées par le Dr Emmanuelli et, bien que distinctes, travaillent souvent en liaison.

## Dispositifs
Aujourd'hui, le Samusocial International fédère des dispositifs en Algérie, Belgique, Burkina Faso, République du Congo, Égypte, Mali, Maroc, Pérou, Roumanie, Russie et Sénégal ainsi qu'en Guyane et en Martinique. 
La majorité de ces dispositifs ont été créés sous l'impulsion de l'association, qui en est maître d'œuvre. À la suite d'une demande officielle de la part d'un acteur local ou des pouvoirs publics en général, des missions exploratoires sont menées. Celles-ci permettent d'évaluer la viabilité du projet et de s'assurer que le dispositif puisse mener une action pérenne dans le pays ou la ville concerné(e).
Ces dispositifs ont chacun des spécificités et ne ciblent pas toujours le même public : crackomanes dans les DOM, personnes âgées et psychotiques à Bucarest, femmes et familles dans les bidonvilles de Lima. Les dispositifs d'Afrique subsaharienne (Samusocial Burkina Faso, Mali, Sénégal, Pointe-Noire (Congo)) se concentrent, eux, sur l'abord des enfants de la rue.

## Autres activités
L'action du Samusocial International est complétée de plusieurs manières autour de trois pôles :
Un pôle formation
Il permet d'assurer la qualité du travail des équipes sur le terrain. Chaque année, une équipe de formateurs se rend sur le terrain pour assurer ces sessions de formation et évaluer l'action des équipes locales.  Des formations aux premiers secours sont également dispensées sur place (en partenariat avec SOS Médecins) et des échanges entre les différents Samusociaux ont lieu, avec la venue d'équipes au Samusocial de Paris, ou la mise en place de stages inter-Samusociaux en Afrique.
Un pôle recherches et enseignements
Depuis 2003, le Samusocial International supervise un diplôme inter-universitaire (DIU), « Enfants des rues des mégapoles », en partenariat avec les Facultés de Médecine de Paris VI – Pierre et Marie Curie et de Paris XII – Créteil, à destination des universitaires et des professionnels du travail social, de l'action humanitaire et de la santé. Depuis 2006, le Samusocial International anime également le module « L’exclusion sociale en milieu urbain – Villes du Nord et villes du Sud » au sein de Sciences Po Paris. 
Un pôle observatoire
À travers ses activités, le Samusocial a pour vocation d’observer les phénomènes d’errance. Une base de données rassemblant des informations recueillies par chaque Samusocial sur ses activités et ses bénéficiaires permet de mener des analyses quantitatives sur les activités et les publics concernés.Cette mission d’observation a notamment accompagné la réalisation de plusieurs études, au Sénégal, au Mali et en République du Congo.
Initiateur, coordinateur, et producteur de recherches sur l’exclusion, l’Observatoire propose une expertise internationale sur la grande exclusion utile aussi bien aux Samusociaux qu’à leurs partenaires financiers et institutionnels. S’inscrivant dans une démarche de recherche-action, ces observations permanentes issues des missions du Samusocial révèlent les insuffisances dans la prise en charge médico-sociale des personnes en situation de grande exclusion, et permettent donc de se positionner comme force de proposition auprès des pouvoirs publics. Elles analysent et documentent également, sur des bases scientifiques, la réalité de la problématique, ce qui nourrit la dynamique de sensibilisation et de mobilisation, à la fois du grand public et de ses partenaires, tant opérationnels qu’institutionnels.